# کرسی استادی زبان عبری منتصب پادشاه (دانشگاه کمبریج)
کرسی استادی زبان عبری منتصب پادشاه (دانشگاه کمبریج) (به انگلیسی: Regius Professor of Hebrew (Cambridge))، کرسی استادی تدریس در دانشگاه کمبریج است که توسط پادشاه هنری هشتم در سال ۱۵۴۰ ایجاد شد. در زمان تأسیس، حقوق این سِمَت، چهل پوند در سال بود.

## استادان این کرسی
- توماس واکه‌فلد
- پائول فاگویس
- ایمانوئل ترمیلیوس
- آنتونی رودلف کوالیر
- فیلپ بیگنون
- ادوارد لایولی
- رابرت سپلدینگ
- جفری کینگ
- اندریو بینگ
- رابرت مت‌کالف
- رالف کودورث
- ولفرام استاب
- جیمز تالبوت
- نری سایک
- فیلیپ بوکویت
- توماس هریسون
- چالرز توریانو
- ویلیام دیزنی
- ویلیام کولی‌یر
- جان پرتر
- هنری لوید
- سموئل لی
- ویلیام هوگ میل
- توماس جارت
- الکساندر فرانسیس کرک‌پاتریک
- رابرت هتچ کنت
- استنلی آرتور کوک
- دیوید وینتون توماس
- جان ادنی امرتون
- روبرت گوردون
- جفری خان